# Gamagarite
La gamagarite (simbolo IMA: Gam) è un minerale del supergruppo della brackebuschite appartenente alla famiglia minerale dei "fosfati, arseniati e vanadati" con composizione chimica Ba2Fe3+(VO4)2(OH).

## Etimologia e storia
La gamagarite prende il nome dalla sua località tipo, Gamagara Ridge (28.06806°S 23.04083°E) nella municipalità locale di Gamagara in Sudafrica.

## Classificazione
La classica nona edizione della sistematica dei minerali di Strunz, aggiornata dall'Associazione Mineralogica Internazionale (IMA) fino al 2009, elenca la gamagarite nella classe "8. Fosfati, arseniati, vanadati" e nella sottoclasse "8.B Fosfati, ecc., con anioni aggiuntivi, senza H2O"; questa è ulteriormente suddivisa in base alla dimensione dei cationi coinvolti e alla composizione del minerale, in modo che la gamagarite possa essere trovata nella sezione "8.BG Con cationi di media e grande dimensione, (OH, ecc.):RO4 = 0,5:1" dove forma il sistema nº 8.BG.05 insieme ad arsenbrackebuschite, arsentsumebite, bearthite, brackebuschite, bushmakinite, calderónite, feinglosite, goedkenite, tokyoite e tsumebite.
Tale classificazione rimane immutata anche nell'edizione successiva, proseguita dal database "mindat.org" e chiamata Classificazione Strunz-mindat, nella quale la gamagarite, oltre ai minerali già citati, si trova anche in compagnia di ferribushmakinite e lombardoite.
Nella Sistematica dei lapis (Lapis-Systematik) di Stefan Weiß la gamagarite si trova nella classe dei "fosfati, arseniati e vanadati" e nella sottoclasse dei "fosfati anidri, con anioni estranei F,Cl,O,OH"; qui è nella sezione dei "cationi medi e grandi: Mg-Cu-Zn e Ca-Na-K-Ba-Pb; gruppo della brackebuschite" dove forma il sistema nº VII/B.24 insieme a arsenbrackebuschite, arsentsumebite, bearthite, brackebuschite, bushmakinite, calderónite, canosioite, feinglosite, ferribushmakinite, goedkenite, grandaite, jamesite, lulzacite, tokyoite e tsumebite.
Anche nella classificazione dei minerali secondo Dana, utilizzata principalmente nel mondo anglosassone, sistema la gamagarite nella classe dei "fosfati, arseniati e vanadati" e nella sottoclasse dei "fosfati anidri ecc., con idrossile o alogeno con (A2+B2+)3(XO4)2Zq" dove forma il "gruppo della goedkenite" con il numero di sistema 41.10.04 insieme a goedkenite, bearthite e tokyoite.

## Abito cristallino
La gamagarite cristallizza nel sistema monoclino nel gruppo spaziale P21/m (gruppo nº 11) con le costanti di reticolo a = 9,15 Å, b = 6,17 Å, c = 7,88 Å e β = 112,7°, oltre ad avere 2 unità di formula per cella unitaria.

## Origine e giacitura
La gamagarite è un minerale molto raro; è stato trovato in minerali di manganese a bande che sostituisce lo scisto (per campioni rinvenuti a Gloucester Farm, nella provincia del Capo Settentrionale in Sudafrica) dove è in paragenesi con bixbyite, ematite, efesite, diasporo, amesite, oppure in venature che tagliano il minerale di manganese (miniera di Molinello presso Ne, Italia), dove è in paragenesi con braunite, saneroite, bementite, caryopilite, calcite e quarzo.
Il minerale è stato trovato solo in pochi siti sparsi per il mondo: oltre alla sua località tipo, Gamagara Ridge, sempre in Sudafrica è stato rinvenuto anche nella municipalità locale di Tsantsabane.
In Italia è stata trovata a Ne, Borghetto di Vara e Maissana (Liguria) e Canosio (Piemonte).
Altri luoghi sono: Obernberg am Brenner (Austria) e Okutama (nel distretto di Nishitama, Giappone).

## Forma in cui si presenta in natura
La gamagarite si presenta come cristalli aghiformi, allungati lungo [010], di dimensioni fino a più di 1 cm, e come prismi, appiattiti su [001], oppure come grani anedrali.
Il minerale ha colore marrone-nero, marrone scuro oppure nero, con lucentezza adamantina; il colore del suo striscio è marrone rossastro.